# Pietro Foscari
Pietro Foscari, född omkring 1417 i Venedig, död 11 augusti 1485 i Viterbo, var en italiensk kardinal och apostolisk administrator. 

## Biografi
Pietro Foscari var son till Marco Foscari och Margherita Marcello och brorson till dogen Francesco Foscari. År 1452 blev han primicerius av katedralen Sankt Markus. 
Den 10 december 1477 upphöjde påve Sixtus IV in pectore Foscari till kardinalpräst med San Nicola fra le Immagini som titelkyrka. Året därpå utnämndes han till apostolisk administrator för ärkestiftet Spalato. Tre år senare, år 1481, blev han apostolisk administrator för stiftet Padua. Kardinal Foscari deltog i konklaven 1484, vilken valde Innocentius VIII till ny påve.
Kardinal Foscari avled i Viterbo 1485 och är begravd i kyrkan Santa Maria del Popolo.

## Bilder
| - Kardinal Pietro Foscaris gravmonument i Santa Maria del Popolo. |